# پرولاسرتا
پرولاسرتا (نام علمی: Prolacerta) نام یک سرده از رده خزندگان است.

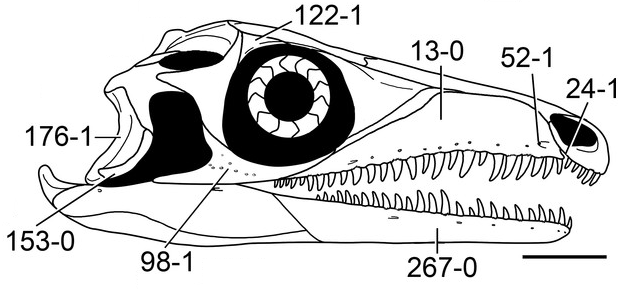
نگاره جمجمه پرولاسرتا (پیش‌مارمولک)